# ASIS International
ASIS International – profesjonalna organizacja zrzeszającą specjalistów z branży zarządzania bezpieczeństwem, z siedzibą w Alexandrii, w stanie Wirginia, w Stanach Zjednoczonych. ASIS International wydaje certyfikaty, normy i wytyczne dotyczące zawodów związanych z bezpieczeństwem. 

## Historia
Organizacja założona została w 1955 roku jako American Society for Industrial Security – ASIS (Amerykańskie Towarzystwo Bezpieczeństwa Przemysłowego). W 2002 roku zmieniła nazwę na ASIS International, aby odzwierciedlić jej międzynarodową ekspansję. Nazwa American Society for Industrial Security nie istnieje już poza historycznymi dokumentami prawnymi. Obecnie organizacja zrzesza 34 000 członków i posiada 250 lokalnych oddziałów (tzw. chapters) w krajach na całym świecie (25 w Europie). Od 2018 r. wydarzenia edukacyjne i sieciowe organizowane przez ASIS są określane jako Global Security Exchange (GSX). Jednym z największych wydarzeń w Europie jest coroczne spotkanie europejskich chapterów ASIS International – koordynowane przez lokalny oddział ASIS Europe – From Risk to Resilience. To cykliczne spotkanie odbywa się co roku w innym europejskim mieście: Rotterdamie (2018, 2019, 2023), Pradze (2002, 2022), Londynie (2012, 2016), Göteborgu (2013), Mediolanie (2017), Frankfurcie (2015) czy Hadze (2014).

## Certyfikacje
ASIS zarządza czterema profesjonalnymi programami certyfikacji:
- Certified Protection Professional (CPP) – certyfikacja dla profesjonalistów ds. bezpieczeństwa, którzy posiedli wszechstronną wiedzę we wszystkich obszarach zarządzania bezpieczeństwem, a ponadto posiadają 5–7 lat doświadczenia praktycznego w branży, w tym 3 lata na kierowniczym stanowisku,
- Professional Certified Investigator (PCI) – certyfikat stanowi dowód na opanowanie praktycznej i teoretycznej wiedzy w dziedzinie zarządzania projektami o charakterze śledczym i detektywistycznym: umiejętności zbierania dowodów, przygotowywania raportów i zeznań w sprawach klientów. Oprócz egzaminu, wymogi obejmują 3–5 lat doświadczenia, w tym co najmniej 2 w zarządzaniu postępowaniami śledczymi.
- Physical Security Professional (PSP) – certyfikat przeznaczony jest dla specjalistów od zabezpieczeń fizycznych. Wymagana jest wiedza z zakresu projektowania, stosowania, integracji i wdrażania fizycznych środków bezpieczeństwa, do uzyskania certyfikatu kwalifikuje się profesjonalistów z 3–5 letnim doświadczeniem w branży,
- Associate Protection Professional (APP) – certyfikacja dla stawiających pierwsze kroki w branży zarządzania bezpieczeństwem. Do jej uzyskania wystarczy 1-3 lata doświadczenia oraz sprawdzian z wiedzy obejmującej m.in. podstawy zarządzania bezpieczeństwem, reagowania na zagrożenia, operacji biznesowych, czy zarządzania ryzykiem.

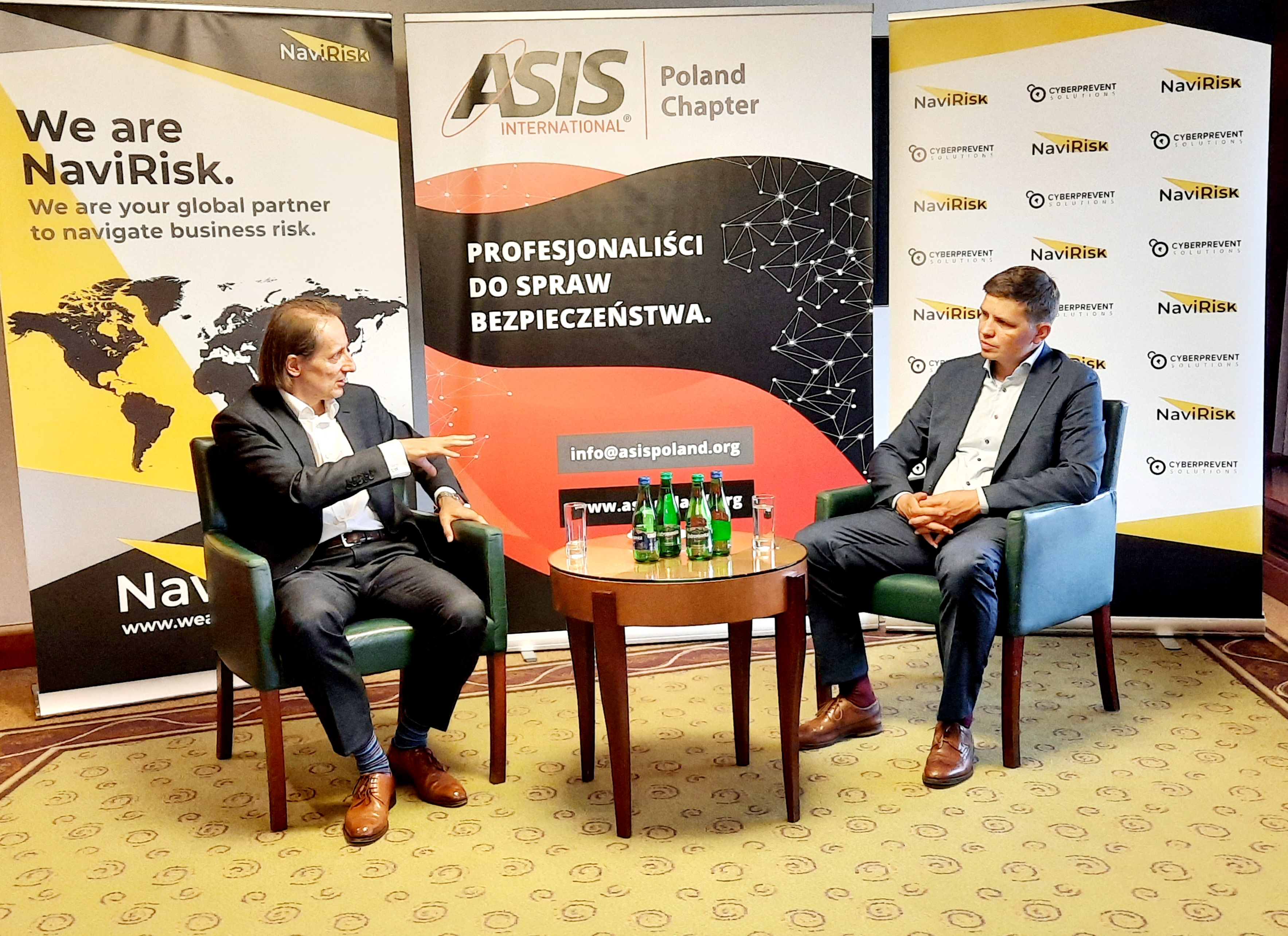
Konferencja stowarzyszenia ASIS International Poland Chapter (2022)

## ASIS International w Polsce
ASIS International posiada wiele oddziałów regionalnych (zwanych chapters) na całym świecie. Polski oddział ASIS International (ASIS International Poland Chapter) działał nieformalnie od kilku lat. Oficjalnie zarejestrowany został 12 stycznia 2022 r. Główne cele działania polskiego chapteru to networking, wymiana informacji, dobrych praktyk oraz pomysłów, wiedzy i doświadczeń w dziedzinie bezpieczeństwa i zarządzania ryzykiem. Organizacja dąży do rozwoju metod, procesów i technik odnoszących się do dziedziny bezpieczeństwa, a także promuje etykę i profesjonalizm w branży. Działania stowarzyszenia mają także na celu promocję idei kształcenia i podnoszenia kwalifikacji zawodowych pracowników branży poprzez udział w szkoleniach międzynarodowych w dziedzinie bezpieczeństwa. Dodatkowo buduje świadomość bezpieczeństwa jako nieodzownego elementu nowoczesnych organizacji, starając się łączyć technologię oraz czynnik ludzki jako nieodzowne elementy systemu bezpieczeństwa. 
Zarząd oddziału tworzą:
- prezes – płk dr Piotr Potejko – doktor nauk humanistycznych, prawnik, pracownik naukowo–dydaktyczny Wydziału Nauk Politycznych i Studiów Międzynarodowych UW, były oficer ABW.
- członkini zarządu – Angelika Prokop–Grey – absolwentka Wydziału Zarządzania UW oraz International Anticorruption Academy w Wiedniu, analityk ryzyk natury korupcyjnej, specjalizuje się w problematyce compliance i ochronie sygnalistów,
- członek zarządu – Tomasz Kapuściński – absolwent UW oraz Collegium Civitas, polski przedsiębiorca, autor publikacji dotyczących bezpieczeństwa biznesu w Business Security Magazine,
- członek komisji rewizyjnej – Kazimierz Wlazło – radca prawny, były prezydent Radomia, oraz doradca ministra spraw wewnętrznych i administracji, ostatni wojewoda radomski,
- członek komisji rewizyjnej – Dariusz Maciejuk – absolwent KUL i studiów podyplomowych na UW oraz studiów z zakresu bankowości i finansów w SGH w Warszawie, polski adwokat specjalizujący się w prawie administracyjnym, handlowym i bankowym, były ekspert Rady przy Generalnym Inspektorze Informacji Finansowej, członek Rady Programowej Międzynarodowego Instytutu Społeczeństwa Obywatelskiego.
- członek komisji rewizyjnej – Bartosz Pastuszka – absolwent UW, polski przedsiębiorca, licencjonowany detektyw, redaktor naczelny Business Security Magazine, w latach 2016–2018 dyrektor Agencji Pinkertona na region Europy Wschodniej.